# Wolfgang Burnhauser
Wolfgang Burnhauser (* 6. Mai 1931 in München; † 13. Oktober 2004) war ein deutscher Anwalt.

## Werdegang
Nachdem Burnhauser in München das Abitur abgelegt hatte, studierte er dort auch Jura und legte beide Staatsprüfungen ab. Von 1959 an war er als Rechtsanwalt in München tätig, er war außerdem Mitarbeiter von Berufsorganisationen. 1970 wurde er Vorsitzender des Münchner Anwaltvereins, 1974 Vizepräsident des Verbands der Freien Berufe in Bayern. Von 1979 bis 1996 war er Präsident des Bayerischen Anwaltverbands. Er war zudem (stellvertretender) Vertreter im Beirat des Landesbeauftragten für den Datenschutz und der Bayerischen Landeszentrale für neue Medien. Von 1978 bis zur Auflösung 1999 gehörte er dem Bayerischen Senat an.